# El Puente, Jalisco
El Puente är en ort i Mexiko.   Den ligger i kommunen Lagos de Moreno och delstaten Jalisco, i den centrala delen av landet, 400 km nordväst om huvudstaden Mexico City. El Puente ligger 1 994 meter över havet och antalet invånare är 225.
Terrängen runt El Puente är en högslätt. Runt El Puente är det ganska tätbefolkat, med 56 invånare per kvadratkilometer. Närmaste större samhälle är Palo Alto, 18,1 km norr om El Puente. Trakten runt El Puente består till största delen av jordbruksmark.